# Resocontazione parlamentare
Per resocontazione parlamentare si intende una forma di pubblicità scritta delle sedute parlamentari che avviene normalmente con due prodotti: il resoconto stenografico ed il resoconto sommario.

## Diverse tipologie
Il resoconto stenografico consiste nella fedele riproduzione dei dibattiti parlamentari, accompagnata dalla descrizione di tutti gli atti compiuti (votazioni e relativi esiti, disegni di legge, emendamenti, mozioni, risoluzioni etc.).
Il resoconto stenografico parlamentare (ad eccezione di alcuni ambiti, come ad esempio quello delle Commissioni di inchiesta, in cui la fedeltà del testo al detto ed all'accaduto può essere fonte di precise attribuzioni di responsabilità) non coincide normalmente con la riproduzione parola per parola (cosiddetto verbatim) dei dibattiti, ma è un prodotto maggiormente elaborato in cui, generalmente, oltre agli errori grammaticali, sono eliminati gli anacoluti e corretti i termini ed i riferimenti impropri. Tale elaborazione sfugge però ad una classificazione precisa poiché il livello di intervento sul testo dipende molto dal contesto specifico.
In merito, resta sempre valida la definizione di Sir Erskine May: ". . . though not strictly verbatim, is substantially the verbatim report, with repetitions and redundancies omitted, and with obvious mistakes corrected, but which... leaves out nothing that adds to the meaning of the speech or illustrates the argument".
Il resoconto sommario è invece una sintesi completa e fedele dei medesimi dibattiti, redatta in forma imparziale ed in terza persona.

## Genesi anglosassone
La resocontazione parlamentare moderna nasce in Inghilterra nel XVIII secolo dove resoconti non ufficiali, che spesso venivano considerati illegali e quindi distrutti dalle autorità, iniziarono ad essere pubblicati dai giornali. In molti manuali di giornalismo si racconta ancora come nel 1711 un cronista inglese di nome William Woodfall riuscì a far conquistare al suo giornale, il “Morning Chronicle”, il primato tra i giornali londinesi grazie alle sedici colonne giornaliere di resoconti parlamentari, frutto della sua capacità di ricordare a memoria tutti gli interventi in un'epoca in cui ai giornalisti era ancora vietato assistere alle sedute e men che mai prendere appunti nel corso del dibattito. Occorre ricordare che ancora nel 1738 i Comuni votarono contro la pubblicità dei lavori parlamentari.
Nel 1803 venne consentito ai giornalisti di assistere ufficialmente e molti dei migliori scrittori inglesi svolsero la funzione di reporter dalle tribune della Camera dei comuni .
William Cobbett iniziò a stampare dibattiti ufficiali del Parlamento, ma poi per insolvenza dovette cedere l'attività a Luke Hansard, lo stampatore ufficiale del Governo britannico, ed ai suoi figli. Hansard appose il suo nome sul frontespizio dei resoconti da lui prodotti e da quel momento il termine "Hansard" fu utilizzato per indicare il resoconto.

## Estensione continentale
L'esempio inglese fu successivamente seguito dagli altri Parlamenti europei, anche perché i principi alla base della rivoluzione francese avevano spinto altre nazioni europee ad introdurre e valorizzare la resocontazione parlamentare: uno degli elementi per misurare la democraticità di un ordinamento liberale era ed è tuttora proprio quello della conoscibilità di quanto viene discusso e deciso nelle Camere.
Contemporaneamente alla resocontazione parlamentare si andava affermando la stenografia manuale, il sistema principale per registrare in modo integrale quanto veniva detto nelle Camere, con l'affermazione di svariati sistemi stenografici, tra cui il Taylor, il Pitman, il Gregg, il Gabelsberger ed il Duployé e, successivamente, la stenografia a macchina o meccanica (all'epoca il termine stenotipia non era stato ancora coniato).

## In Italia
Per quanto riguarda l'Italia, con le prime sedute del Parlamento subalpino si riconobbe - oltre al processo verbale, che aveva funzione di certificazione e non di pubblicità - l'importanza di disporre di una resocontazione pronta ed esatta delle sedute e lo stesso Cavour si interessò personalmente dell'organizzazione di questo servizio. Come sistema stenografico si iniziò ad utilizzare una versione adattata del sistema inglese Taylor e, successivamente, altri sistemi, esteri, come il Gabelsberger, o nostrani, come il Cima.
Anche al Senato subalpino e successivamente al Senato del Regno si utilizzò inizialmente la stenografia manuale, impiegando soprattutto stenografi provenienti dalle scarse fila dei giornalisti parlamentari, fino a quando, nel 1879 fu presentata sia al Senato del Regno che alla Camera dei Deputati una macchina fonostenografica brevettata dal canavesano Antonio Michela Zucco, che consentiva di registrare con la massima celerità i dibattiti svolti in qualsiasi lingua. Le relazioni delle Commissioni appositamente nominate dalle Camere per valutare il nuovo prodotto furono entusiastiche, tanto che il Senato del Regno già nel 1880 dava inizio alla resocontazione stenografica meccanica con la cosiddetta macchina Michela, attività che è proseguita fino al giorno d'oggi con dipendenti appositamente assunti per concorso.
La Camera dei Deputati, anche per la presenza in servizio di un adeguato numero di stenografi manuali, preferì invece rinviare la decisione e continuò ad utilizzare la stenografia manuale fino al 2000, anno in cui ha avuto luogo una riforma amministrativa che ha soppresso il sistema della stenografia precedentemente in uso e affidato la redazione del resoconto integrale dell'Assemblea ad un'équipe di documentaristi (resocontisti) che vi provvedono sia sulla base di uno schema (“scaletta”) elaborato in Aula sia sulla base di registrazioni audio-digitali.
Dal 1879 alla Camera dei deputati e dal 1882 al Senato del Regno fu poi introdotto anche il resoconto sommario, ulteriore prodotto che si andava ad affiancare al resoconto stenografico e che, contenendo una sintesi dei dibattiti, consentiva di disporre in poche pagine del quadro completo della seduta d'Assemblea.
Dal 14 aprile 1998 al 13 dicembre 2012 alla Camera e dal 15 settembre 1998 al 28 dicembre 2012 al Senato le Camere hanno pubblicato un unico fascicolo contenente il sommario (notevolmente "asciugato") e lo stenografico, redatto direttamente in edizione definitiva. Il fascicolo unico del Senato contiene anche gli allegati A e B (rispettivamente i testi esaminati e gli atti di indirizzo e di controllo presentati) che invece vengono dalla Camera pubblicati in due stampati separati. Attualmente, la resocontazione al Senato consiste nel resoconto stenografico - tuttora redatto attraverso la citata macchina "Michela" - e in un "comunicato di seduta" di stampo giornalistico, nel quale è riassunto in poche righe l'andamento dei lavori; la Camera continua a pubblicare il resoconto stenografico anche a carta, ma il resoconto sommario è pubblicato on line già nel corso della seduta.